# スンニー・トライアングル

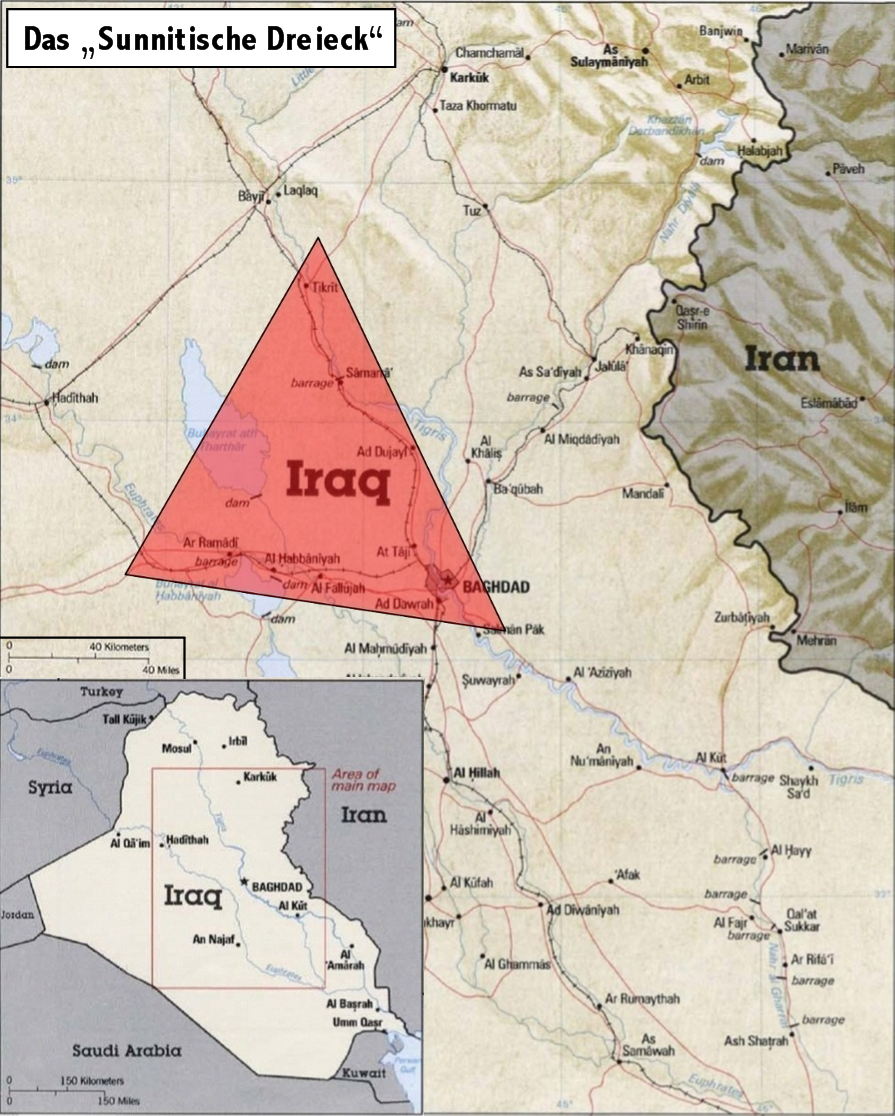
赤色部分がスンニー・トライアングル

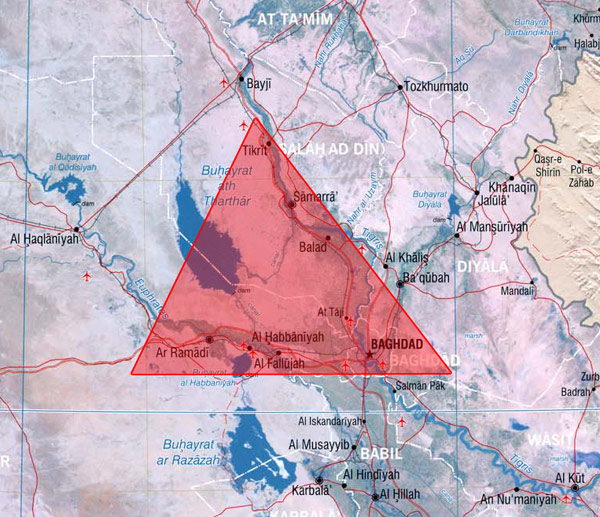
赤枠がスンニー・トライアングル

スンニー・トライアングル（英語: Sunni Triangle、アラビア語: المثلث السني）とは、イラクのバグダード北西のおおよそ三角形の地域のことを指す通称。宗教的にはシーア派が多く、民族的にはクルド人も少なくないイラクにおいて、スンナ派（スンニー）ムスリム（イスラム教徒）のアラブ人が住民の多数を占める地域であり、2003年のイラク戦争によって崩壊したサッダーム・フセイン政権の支持基盤であった。
首都バグダードを南東の角、サッダーム・フセインの出身地であるティクリートを北の角とし、ラマーディーを南西の角として三角形を描くことから、スンニー・トライアングルと呼ばれる。
イラク戦争開戦後、イラク中部に侵攻したアメリカ軍に抵抗するゲリラが続発した地域であり、2003年12月14日にサッダーム・フセインは、スンニー・トライアングルの内側にあたるティクリート南15kmの町で潜伏していたところを発見され、拘束された。
2004年春には、3月31日にバグダードとラマーディーの中間に位置するファルージャでアメリカ合衆国の民間人が殺害された事件をきっかけに地元武装勢力が蜂起し、町の治安維持を担当するアメリカ海兵隊との間で激しい戦闘が行われた（ファルージャの戦闘）。